# 卡韦里帕蒂纳姆
卡韦里帕蒂纳姆（Kaveripattinam），是印度泰米尔纳德邦Dharmapuri县的一个城镇。总人口14417（2001年）。

## 人口
该地2001年总人口14417人，其中男性7165人，女性7252人；0—6岁人口1586人，其中男864人，女722人；识字率73.98%，其中男性为80.59%，女性为67.44%。